# Eteriscius parasiticus
Eteriscius parasiticus är en måreväxtart som beskrevs av Nicaise Auguste Desvaux och William Hamilton. Eteriscius parasiticus ingår i släktet Eteriscius och familjen måreväxter. Inga underarter finns listade i Catalogue of Life.